# Lista de prêmios e indicações recebidos por James Bond (série de filmes)
James Bond - também comercializado como 007 - é uma franquia cinematográfica britânica composta por vinte e sete filmes até então, sendo vinte e cinco destes produzidos pela companhia britânica Eon Productions. A série cinematográfica tem como enredo diversas aventuras protagonizadas pelo espião britânico fictício James Bond baseado nos romances originalmente escritos por Ian Fleming desde a década de 1950. Tanto nos romances quanto nas produções cinematográficas derivadas, Bond é encarregado pelo Serviço de Inteligência Britânico conter o avanço de organizações secretas no cenário mundial da Guerra Fria. Ao longo de 25 filmes já produzidos oficialmente, a franquia James Bond tornou-se um ícone cultural e de forte aceitação na cultura popular global, inspirando diversos filmes de espionagem e tendo sido indicada a diversos prêmios de cinema e música. Os filmes da franquia James Bond são notórios também pela performance de artistas de grande renome no cinema britânico e mundial. Entretanto, a maior parte das premiações destinadas à franquia são em categorias relacionadas às artes técnicas e musicais.
Dr. No (1962), o primeiro filme  da saga, tornou-se também o primeiro a receber indicações relevantes quando a atriz Ursula Andress foi indicada ao Globo de Ouro de Melhor Atriz Revelação por seu papel como a bond girl Honey Ryder. Nos anos seguintes, Goldfinger (1964) e Thunderball (1965) foram criticamente aclamados pelas inovações criativas em efeitos visuais e figurino e receberam indicações ao Óscar de Melhores Efeitos Visuais e Melhor Edição de Som e ao BAFTA de Melhor Design de Produção. From Russia with Love (1963), por sua vez, rendeu a Ted Moore o BAFTA de Melhor Cinematografia.
Nas décadas seguintes, o sucesso comercial e a popularidade da franquia incluíram um grande investimento em elenco e atraíram parcerias com artistas musicais de renome, rendendo diversas indicações às principais premiações do cinema em categorias musicais. O cantor e compositor inglês Paul McCartney foi indicado ao Óscar de Melhor Canção Original e ao Grammy de Melhor Trilha Sonora em Mídia Visual pela composição da canção-tema de Live and Let Die (1973). Anos mais tarde, as cantoras Carly Simon e Sheena Easton foram indicadas ao Globo de Ouro de Melhor Canção Original respectivamente por "Nobody Does It Better" (tema de The Spy Who Loved Me) e "For Your Eyes Only" (tema do filme homônimo).

## Prêmios e indicações

### Óscar
O "Óscar" ("Academy Awards") é uma das principais cerimônias de premiações dos Estados Unidos, através do qual a Academia de Artes e Ciências Cinematográficas reconhece anualmente a excelência técnica e performática em produções cinematográficas dos mais distintos gêneros.
| Ano  | Categoria                    | Filme                | Indicado(s)                                                           | Resultado | Ref.   |
| ---- | ---------------------------- | -------------------- | --------------------------------------------------------------------- | --------- | ------ |
| 1965 | Melhores Efeitos Sonoros     | Goldfinger           | Norman Wanstall                                                       | Venceu    | [ 26 ] |
| 1966 | Melhores Efeitos Visuais     | Thunderball          | John Stears                                                           | Venceu    | [ 27 ] |
| 1968 | Melhor Canção Original       | Casino Royale        | "The Look of Love" (Dusty Springfield)                                | Indicado  | [ 28 ] |
| 1972 | Melhores Efeitos Sonoros     | Diamonds Are Forever | Gordon K. McCallum, John W. Mitchell e Alfred J. Overton              | Indicado  | [ 29 ] |
| 1974 | Melhor Canção Original       | Live and Let Die     | "Live and Let Die" (Paul McCartney)                                   | Indicado  | [ 30 ] |
| 1978 | Melhor Direção de Arte       | The Spy Who Loved Me | Ken Adam e Peter Lamont                                               | Indicado  | [ 31 ] |
| 1978 | Melhor Banda Sonora Original | The Spy Who Loved Me | Marvin Hamlisch                                                       | Indicado  | [ 31 ] |
| 1978 | Melhor Canção Original       | The Spy Who Loved Me | "Nobody Does It Better" (Carly Simon)                                 | Indicado  | [ 31 ] |
| 1980 | Melhores Efeitos Visuais     | Moonraker            | Derek Meddings, Paul Wilson e John Evans                              | Indicado  | [ 32 ] |
| 1982 | Melhor Canção Original       | For Your Eyes Only   | "For Your Eyes Only" (Sheena Easton)                                  | Indicado  | [ 33 ] |
| 2013 | Melhor Cinematografia        | Skyfall              | Roger Deakins                                                         | Indicado  | [ 34 ] |
| 2013 | Melhor Banda Sonora          | Skyfall              | Thomas Newman                                                         | Indicado  | [ 34 ] |
| 2013 | Melhor Canção Original       | Skyfall              | "Skyfall" (Adele)                                                     | Venceu    | [ 34 ] |
| 2013 | Melhor Mixagem de Som        | Skyfall              | Scott Millan, Greg P. Russell e Stuart Wilson                         | Indicado  | [ 34 ] |
| 2013 | Melhor Edição de Som         | Skyfall              | Per Hallberg e Karen Baker Landers                                    | Venceu    | [ 34 ] |
| 2016 | Melhor Canção Original       | SPECTRE              | "Writing's on the Wall" (Sam Smith)                                   | Venceu    | [ 35 ] |
| 2022 | Melhor Canção Original       | No Time to Die       | "No Time to Die" (Billie Eilish)                                      | Venceu    | [ 36 ] |
| 2022 | Melhor Som                   | No Time to Die       | James Harrison, Simon Hayes, Paul Massey, Oliver Tarney e Mark Taylor | Indicado  | [ 36 ] |
| 2022 | Melhores Efeitos Visuais     | No Time to Die       | Chris Corbould, Jonathan Fawkner, Joel Green e Charlie Noble          | Indicado  | [ 36 ] |

### Globo de Ouro
O "Globo de Ouro" ("Golden Globe Awards") é uma das mais aclamadas cerimônias de premiações dos Estados Unidos, através do qual a Associação de Imprensa Estrangeira de Hollywood reconhece anualmente o nível técnico e performático em produções musicais, cinematográficas e televisivas nos gêneros Drama, Comédia e Musical.
| Ano  | Categoria                          | Filme                           | Indicado(s)                           | Resultado | Ref.   |
| ---- | ---------------------------------- | ------------------------------- | ------------------------------------- | --------- | ------ |
| 1964 | Melhor Atriz Revelação             | Dr No                           | Ursula Andress                        | Venceu    | [ 38 ] |
| 1965 | Melhor Canção Original             | From Russia with Love           | "From Russia with Love" (Matt Monro)  | Indicado  | [ 39 ] |
| 1970 | Melhor Ator Revelação              | On Her Majesty's Secret Service | George Lazenby                        | Indicado  | [ 40 ] |
| 1978 | Melhor Banda Sonora Original       | The Spy Who Loved Me            | Marvin Hamlisch e Carole Bayer Sager  | Indicado  | [ 41 ] |
| 1978 | Melhor Canção Original             | The Spy Who Loved Me            | "Nobody Does It Better" (Carly Simon) | Indicado  | [ 41 ] |
| 1982 | Melhor Canção Original             | For Your Eyes Only              | "For Your Eyes Only" (Sheena Easton)  | Indicado  | [ 42 ] |
| 1984 | Melhor Atriz Coadjuvante em Cinema | Never Say Never Again           | Barbara Carrera                       | Indicado  | [ 43 ] |
| 1986 | Melhor Canção Original             | A View to a Kill                | "A View to a Kill" (Duran Duran)      | Indicado  | [ 44 ] |
| 1998 | Melhor Canção Original             | Tomorrow Never Dies             | "A View to a Kill" (Sheryl Crow)      | Indicado  | [ 45 ] |
| 2003 | Melhor Canção Original             | Die Another Day                 | "Die Another Day" (Madonna)           | Indicado  | [ 46 ] |
| 2013 | Melhor Canção Original             | Skyfall                         | "Skyfall" (Adele)                     | Venceu    | [ 47 ] |
| 2016 | Melhor Canção Original             | SPECTRE                         | "Writing's on the Wall" (Sam Smith)   | Venceu    | [ 48 ] |
| 2022 | Melhor Canção Original             | No Time to Die                  | "No Time to Die" (Billie Eilish)      | Venceu    | [ 49 ] |